# Mizia
Mizia là một thị trấn thuộc tỉnh Vratsa, Bungaria. Dân số thời điểm năm 2011 là 3214 người.

## Dân số
Dân số trong giai đoạn 2004-2011 được ghi nhận như sau:
| Năm | 2004 | 2005 | 2006 | 2007 | 2008 | 2009 | 2010 | 2011 |
| --- | ---- | ---- | ---- | ---- | ---- | ---- | ---- | ---- |
| Dân số | 3719 | 3612 | 3554 | 3490 | 3404 | 3354 | 3289 | 3214 |
| From the year 1962 on: No double counting—residents of multiple communes (e.g. students and military personnel) are counted only once. |      |      |      |      |      |      |      |      |